# Morgen beginnt das Leben (1961)
Morgen beginnt das Leben, deutscher Verleihtitel Verdammt die jungen Sünder nicht, ist ein österreichischer Problemfilm aus dem Jahr 1961. Unter der Regie von Hermann Leitner spielen Cordula Trantow, Corny Collins, Magda Schneider, Werner Hinz, Walter Wilz und Rainer Brandt die Hauptrollen. Das Filmplakat titelte seinerzeit: „In aller Offenheit: Ein Thema, das alt und jung gleichermaßen angeht.“

## Handlung
Die Geschichte spielt unter jungen Leuten der frühen 1960er Jahre und soll, wie seit dem Film Die Halbstarken häufig zu sehen, die Jugend vor den Gefahren der Amoral und des Lasters warnen. Im Mittelpunkt des Geschehens steht die 17-jährige Sylvia Reimers, die sich von dem etwas älteren Walter Dobel, einem einfachen Arbeiter, hat schwängern lassen. Sie wird Mutter und steht nun allein mit ihren Problemen da, zumal der Vater ihres Kindes selbst ziemlich haltlos ist und in die Fänge eines skrupellosen Gleichaltrigen namens Pitt geraten ist. Walter verdankt es Sylvias Einsatz, dass Pitt keine Bedrohung mehr für ihn sein kann. Schließlich hilft die Jugendfürsorge der jungen Mutter, auch ihr Leben in den Griff zu bekommen. Und auch Walter besinnt sich und ist bereit, sich der Verantwortung für sein Kind zu stellen und ihm zusammen mit Sylvia ein Heim zu bieten.
Parallel dazu wird die Geschichte der etwas älteren Ruth Jüttner erzählt, einer Tochter aus gutem Hause. Ruths Eltern sind vermögende Leute, der Vater streng, die Mutter nachsichtig und gütig und bemüht, bei all den Differenzen, die zwischen Eltern und Tochter herrschen, den Kontakt zu der jungen Frau nicht vollkommen abreißen zu lassen. Bald gerät Ruth in kriminelle Kreise, ein Zeichen der Rebellion gegen den erdrückenden Vater und seine patriarchalische Auffassung von Erziehung. Nachdem Ruth wiederholt in schwierige Situationen geraten ist und betrunken einen Unfall verursacht hat, kommt sie in ein Fürsorgeheim. Ganz unschuldig daran ist Fred, ein vermögender junger Verehrer, der sie immer wieder in brenzlige Situationen bringt, nicht. Der Abstieg des jungen Mädchens scheint unvermeidbar. Nachdem Ruth mit Freds Hilfe aus dem Heim geflohen ist, verursacht sie erneut einen Verkehrsunfall, diesmal allerdings mit Verletzten. Weinend sitzt sie am Straßenrand und stammelt, sie wolle nach Hause, ohne zu wissen, dass ihre Eltern in einem nächtlichen Gespräch beschlossen haben, ihre Tochter wieder nach Hause zu holen und sich mehr in sie hineinzufühlen und vieles anders zu machen als bisher.

## Produktionsnotizen, Hintergrund, Veröffentlichung
Bei Morgen beginnt das Leben handelt es sich um eine Produktion von Schönbrunn-Film Ernest Müller, Wien, die im Sommer 1961 in den Ateliers der Wien-Film Ges. m.b.H., Rosenhügel, entstand. Der Weltvertrieb wurde von Export Film Bischoff übernommen.
Theo Harisch entwarf die Filmbauten.
Magda Schneider, ein 30er- und 40er-Jahre-Filmstar, spielte hier ihre letzte Kinofilmrolle. Einem Regieeinfall Leitners ist es zu verdanken, dass Schneiders Charakter, Mutter Jüttner, in einer Frauenzeitschrift blättert, auf deren Titelblatt Magdas Tochter Romy Schneider abgebildet ist.
Hauptdarstellerin Cordula Trantow und Filmkomponist Herbert Trantow waren Tochter und Vater.
Der Film wurde am 24. Oktober 1961 in Deutschland uraufgeführt. Die österreichische Erstaufführung erfolgte am 22. November 1961. In Griechenland wurde der Film unter dem Titel Den ftaine ta neiata veröffentlicht.

## Kritiken
In einer Kritik, die seinerzeit beim Erscheinen des Films verfasst wurde, heißt es: „Wenn es von der guten Absicht bis zur entsprechenden künstlerischen Gestaltung nicht ein so weiter Weg wäre, hätten wir hierzulande bessere Filme. Auch Regisseur Hermann Leitner, der diesen neuen Jugend-Problem-Film nach einer eigenen Idee gedreht hat, liefert ein Musterbeispiel dieser fast tragischen Diskrepanz. Dabei kommt es gar nicht so sehr auf die neue Story, als viel mehr auf die Echtheit des Milieus und seiner Menschen an. Die handelnden Personen sind hier mehr oder weniger Klischée-Figuren, denen auch die besten darstellerischen Bemühungen kaum Leben einzuhauchen vermögen. Dass der Film 2 exemplarische Mädchenschicksale lediglich nebeneinander herlaufen lässt, führt außerdem zu einer mehr als harten Schnitt-Technik, die das Gesamtbild empfindlich stört.“
Paimann’s Filmlisten resümierte: „Eine Handlung, die trotz Problemen schematisch, von Nachwuchs neben Bewährten gespielt; trotz Wiener Außenaufnahmen sprachlich im norddeutschen Raum angesiedelt.“

„Ein ‚Warnfilm‘ über die Probleme von Jugendlichen, behäbig inszeniert im Stil der Zeit: Von zwei Mädchen aus gegensätzlichen Milieus kehrt die sozial Gefährdete um, während die Gutbürgerliche länger braucht, bis sie klug wird. Gutgemeint, aber klischeehaft und oberflächlich.“